# Col·legi Oficial de Metges de Tarragona
Col·legi Oficial de Metges de Tarragona és una corporació de Dret Públic de caràcter professional que fou constituïda el 1898 a Tarragona. Hi ha de pertànyer obligatòriament tots els llicenciats en medicina que exerceixin la professió dins l'àmbit territorial de la província de Tarragona, en qualsevol de les seves modalitats, sigui de manera independent o bé al servei de les diferents administracions públiques existents, o d'institucions dependents d'elles, o de qualsevol altra entitat pública o privada.
El 1998 va rebre la Creu de Sant Jordi. En 2015 va organitzar el Congrés Nacional de Deontologia Mèdica. El president és Fernando Vizcarro Bosch, escollit en 2016.